# Phước Long, Cà Mau
Phước Long là một xã thuộc tỉnh Cà Mau, Việt Nam.

## Địa lý
Xã Phước Long có vị trí địa lý:
- Phía đông và phía nam giáp xã Vĩnh Thanh
- Phía tây giáp xã Vĩnh Phước
- Phía bắc giáp xã Hồng Dân và xã Ninh Quới.

Xã Phước Long có diện tích 98,11 km², dân số năm 2024 là 47.281 người, mật độ dân số đạt 481 người/km².

## Lịch sử
Sau năm 1975, xã Vĩnh Phú Đông thuộc huyện Hồng Dân, tỉnh Bạc Liêu.
Ngày 20 tháng 9 năm 1975, Bộ Chính trị ban hành Nghị quyết số 245-NQ/TW về việc hợp nhất tỉnh Bạc Liêu, tỉnh Cà Mau và hai huyện An Biên, Vĩnh Thuận (ngoại trừ 2 xã Đông Yên và Tây Yên) của tỉnh Rạch Giá thành một tỉnh mới, tên gọi tỉnh mới cùng với nơi đặt tỉnh lỵ sẽ do địa phương đề nghị lên.
Ngày 20 tháng 12 năm 1975, Bộ Chính trị ban hành Nghị quyết số 19/NQ về việc hợp nhất tỉnh Bạc Liêu và tỉnh Cà Mau thành một tỉnh mới, tên gọi tỉnh mới cùng với nơi đặt tỉnh lỵ sẽ do địa phương đề nghị lên.
Ngày 24 tháng 2 năm 1976, Chính phủ Cách mạng Lâm thời Cộng hòa miền Nam Việt Nam ban hành Nghị định số 3/NQ/1976 về việc hợp nhất tỉnh Bạc Liêu và tỉnh Cà Mau thành một tỉnh mới, lấy tên là tỉnh Bạc Liêu – Cà Mau. Khi đó, xã Vĩnh Phú Đông thuộc huyện Hồng Dân, tỉnh Cà Mau – Bạc Liêu.
Ngày 10 tháng 3 năm 1976, Chính phủ ban hành Nghị quyết về việc thành lập tỉnh Minh Hải trên cơ sở đổi tên tỉnh Bạc Liêu – Cà Mau. Khi đó, xã Vĩnh Phú Đông thuộc huyện Hồng Dân, tỉnh Minh Hải.
Ngày 29 tháng 12 năm 1978, Hội đồng Chính phủ ban hành Quyết định số 326-CP về việc:
- Thành lập huyện Phước Long thuộc tỉnh Minh Hải.
- Chuyển thị trấn huyện lỵ Phước Long và xã Vĩnh Phú Đông thuộc huyện Hồng Dân về huyện Phước Long mới thành lập quản lý.

Ngày 25 tháng 7 năm 1979, Hội đồng Bộ trưởng ban hành Quyết định số 275-CP về việc:
- Thành lập thị trấn Phước Long – thị trấn huyện lỵ của huyện Phước Long trên cơ sở một phần của xã Phước Long và một phần của xã Vĩnh Phú Đông.
- Chia xã Vĩnh Phú Đông thành 4 xã: Vĩnh Phú Đông, Đông Phú, Hưng Phú, Đông Nam.

Ngày 17 tháng 5 năm 1984, Hội đồng Bộ trưởng ban hành Quyết định số 75-HĐBT về việc:
- Sáp huyện Phước Long vào huyện Hồng Dân.
- Sáp nhập thị trấn Phước Long và 3 xã: Vĩnh Phú Đông, Đông Phú, Đông Nam thuộc huyện Phước Long vào huyện Hồng Dân quản lý
- Thị trấn Phước Long – thị trấn huyện lỵ của huyện Hồng Dân.

Ngày 9 tháng 11 năm 1990, Ban Tổ chức – Cán bộ của Chính phủ ban hành Quyết định số 483/QĐ-TCCP về việc sáp nhập xã Đông Phú và xã Đông Nam vào xã Vĩnh Phú Đông.
Ngày 6 tháng 11 năm 1996, Quốc hội ban hành Nghị quyết về việc chia tỉnh Minh Hải thành tỉnh Bạc Liêu và tỉnh Cà Mau. Khi đó, thị trấn Phước Long và xã Vĩnh Phú Tây thuộc huyện Hồng Dân, tỉnh Bạc Liêu.
Ngày 25 tháng 9 năm 2000, Chính phủ ban hành Nghị định số 51/2000/NĐ-CP về việc:
- Thành lập huyện Phước Long thuộc tỉnh Bạc Liêu.
- Chuyển thị trấn Phước Long và xã Vĩnh Phú Tây thuộc huyện Hồng Dân về huyện Phước Long mới thành lập quản lý.
- Thị trấn Phước Long – thị trấn huyện lỵ của huyện Phước Long.

Ngày 26 tháng 1 năm 2022, UBND tỉnh Bạc Liêu ban hành Quyết định số 30/QĐ-UBND về việc công nhận thị trấn Phước Long đạt tiêu chuẩn đô thị loại V.
Tính đến ngày 31/12/2024:
- Thị trấn Phước Long có 11 ấp: Hành Chính, Long Đức, Long Hải, Long Hậu, Long Hòa, Long Thành, Nội Ô, Phước Hòa A, Phước Hòa Tiền, Phước Thuận A, Phước Thuận I.[15]
- Xã Vĩnh Phú Đông có 11 ấp: Huê III, Mỹ I, Mỹ II, Mỹ IIA, Mỹ Tân, Phước IIIA, Phước IIIB, Vĩnh Lộc, Vĩnh Phú A, Vĩnh Phú B, Tường I.

Ngày 16 tháng 6 năm 2025, Ủy ban Thường vụ Quốc hội ban hành Nghị quyết số 1655/NQ-UBTVQH15 về việc sắp xếp các đơn vị hành chính cấp xã của tỉnh Cà Mau năm 2025 (nghị quyết có hiệu lực từ ngày 16 tháng 6 năm 2025). Theo đó, thành lập xã Phước Long thuộc tỉnh Cà Mau trên cơ sở toàn bộ 49,48 km² diện tích tự nhiên, quy mô dân số là 24.984 người của thị trấn Phước Long và toàn bộ 48,63 km² diện tích tự nhiên, quy mô dân số là 22.297 người của xã Vĩnh Phú Đông thuộc huyện Phước Long, tỉnh Bạc Liêu.
Xã Phước Long có 98,11 km² diện tích tự nhiên và quy mô dân số là 47.281 người.

## Kinh tế - xã hội
Trên địa bàn thị trấn có cơ sở chăn nuôi cá sấu lấy thịt quy mô lớn lên đến 5.500 con cá sấu.

## Giao thông
Các tuyến đường đô thị chính trên địa bàn Phước Long:
- Quốc lộ Quản Lộ – Phụng Hiệp
- Đường Tỉnh lộ 1 - Đường tỉnh 978 (ĐT978)
- Đường Tỉnh lộ 2 - Đường tỉnh 979 (ĐT979)
- Đường Nguyễn Minh Thành
- Đường Trương Minh Ký
- Đường Trần Hồng Dân
- Đường Yên Mô
- Đường Nho Quan.